# Märzrevolution 1848 in Berlin

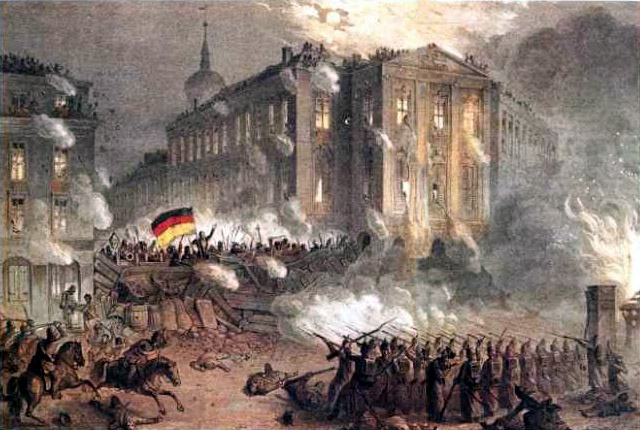
Barrikadenkampf am Alexanderplatz vor dem Haus mit den 99 Schafsköpfen

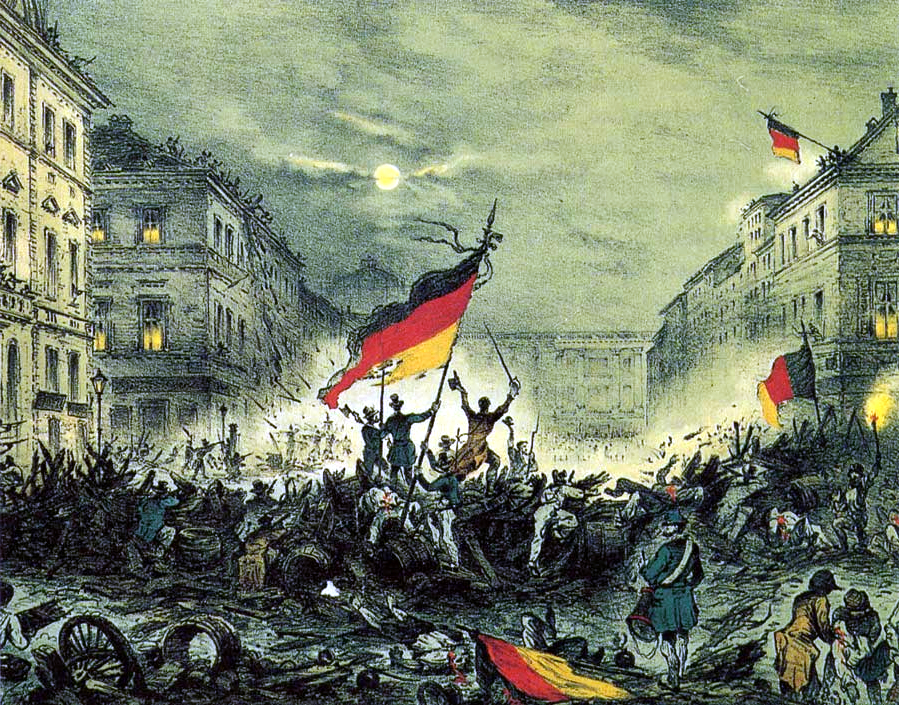
Jubelnde Revolutionäre nach Barrikadenkämpfen am 18. März 1848 in der Breiten Straße, im Hintergrund das Berliner Schloss

Die Märzrevolution in Berlin war ein Teil der Revolutionen 1848/1849 in Europa und ein zentrales Ereignis der deutschen Freiheits- und Nationalbewegung. Nachdem oppositionelle Volksversammlungen in Berlin Freiheitsrechte von der preußischen Monarchie gefordert hatten, ging ab dem 13. März 1848 das Militär gegen sie vor. Diese Auseinandersetzungen steigerten sich am 18. und 19. März zu Barrikadenkämpfen, die mehrere hundert Todesopfer forderten. König Friedrich Wilhelm IV. sah sich schließlich gezwungen, das Militär aus Berlin abzuziehen und den Demonstranten politische Zugeständnisse zu machen. Bis zum Sommer kam es zu einer vorübergehenden Liberalisierung: Eine liberale Märzregierung wurde ernannt, und eine frei gewählte Nationalversammlung begann mit der Ausarbeitung einer Verfassung für Preußen. Die Uneinigkeit der revolutionären Kräfte ermöglichte es dem König jedoch, die meisten Zugeständnisse ab 1849 wieder zurückzunehmen.

## Vorgeschichte

### Wandel der politischen Öffentlichkeit
→ zur Problematik der Verfassungsfrage siehe auch den Artikel zum Ersten Vereinigten Landtag
Preußen wurde zwar schon im Vormärz von vielen regional begrenzten Aufständen wie der Berliner Kartoffelrevolution erschüttert, doch waren diese wirtschaftlich-sozial und weniger politisch motiviert. Dies änderte sich erst allmählich in den 1840er Jahren, als es in der Landwirtschaft, im städtischen Handwerk, der traditionellen Heimarbeit und im Finanzwesen gleichzeitig zu existenzbedrohenden Krisenerscheinungen kam. Die bei der Krisenbekämpfung unfähig wirkende preußische Regierung verlor in allen Bevölkerungsschichten an Vertrauen. In der Folge radikalisierte sich die politische Öffentlichkeit. Der Ruf nach parlamentarischer Teilhabe an der Politik, nach Presse-, Versammlungs- und Gewissensfreiheit wurde nun von einem Großteil der Bevölkerung mitgetragen.

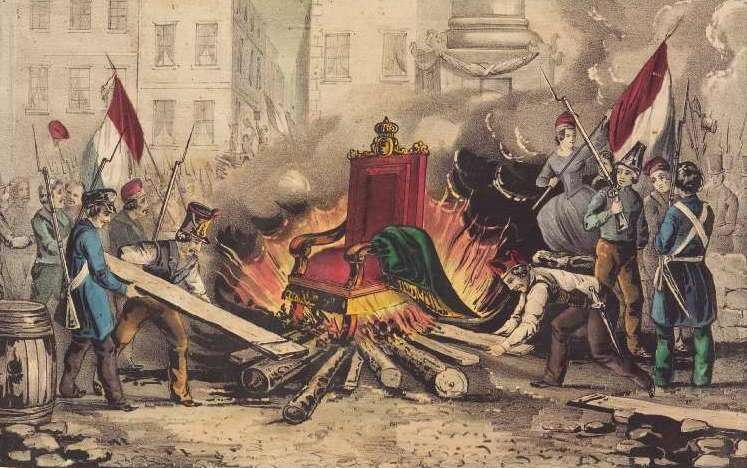
Thronverbrennung des französischen Königs Louis Philippe am 25. Februar 1848 auf der Place de la Bastille in Paris

Der Anstoß zum offenen Protest in Berlin erfolgte jedoch von außen: Am 12. Januar 1848 brach im sizilianischen Palermo der erste Aufstand des Revolutionsjahres 1848 aus. Unter dem Druck der Aufständischen und nachdem Wien militärische Hilfe verweigert hatte, erließ König Ferdinand II. von Sizilien am 29. Januar 1848 eine Verfassung. Um Protesten zuvorzukommen, regten kurze Zeit später auch der König von Sardinien, der Großherzog der Toskana und der Papst die Ausarbeitung von Verfassungen an. Im Februar 1848 wurde auch Frankreich zum Schauplatz der Revolution. Schon im Sommer 1847 wurden in Paris große Tafelrunden, sogenannte Reformbankette, veranstaltet, bei denen die bürgerliche Opposition die Regierung scharf kritisierte. Am 21. Februar 1848 verbot der französische Außenminister François Guizot eine solche für den nächsten Tag angekündigte Versammlung. Diese Entscheidung löste am 22. Februar eine studentische Demonstration aus und gipfelte in den nächsten Tagen in blutigen Zusammenstößen mit dem Militär. Als sich auch die Nationalgarde den aufständischen Handwerkern, Industriearbeitern und Studenten anschloss, dankte der französische König Louis-Philippe I. am 24. Februar 1848 ab.

### Reaktion der preußischen Regierung
Vom revolutionären Umsturz in Paris erfuhr die preußische Regierung über die optische Telegrafenlinie erst am 27. Februar 1848. Trotz der scharfen Zensur erreichten die ersten, noch inoffiziellen Berichte alle Schichten der Berliner Gesellschaft. Die preußische Regierung war sich in der Prognose einig, dass die von Frankreich ausgehende Revolution auch auf Preußen und besonders Berlin übergreifen konnte. Wie sehr der preußische König seinen Thron gefährdet sah, zeigt sich in einem Brief, den er am 27. Februar 1848 an Königin Victoria von Großbritannien verfasste:

„Wenn die republikanische Partei ihr Programm durchführt, die Souveränität des Volkes, wird meine verhältnismäßig kleine Krone zerbrochen werden und […] ein Jahrhundert des Aufruhrs wird folgen.“

Wie die zu erwartenden Proteste in Berlin unterbunden werden sollten, darüber konnten sich die Minister und Berater des Königs zunächst nicht verständigen. Ihre abwartende Haltung ermöglichte es erst, dass sich in der Hauptstadt eine relativ freie Meinungsäußerung auf den Straßen und in den Kaffeehäusern durchsetzte. Während sich der preußische Staatsminister Ernst von Bodelschwingh der Ältere für Zugeständnisse an die Opposition aussprach, plädierten der königliche Berater Leopold von Gerlach und Prinz Wilhelm für eine militärische Niederschlagung möglicher Unruhen. Friedrich Wilhelm IV. stimmte jedoch letztlich dem Kurs des Staatsministers zu. Er willigte am 5. März ein, in Zukunft regelmäßig Landtage einzuberufen und versprach am 8. März die Zensur zu lockern. Der Zweite Vereinigte Landtag sollte, laut königlicher Anordnung vom 14. März, am 27. April 1848 zusammentreten. Trotz dieser Zugeständnisse gelang es der Regierung nicht, das Anwachsen einer Volksversammlung im Tiergarten zu stoppen.

## Verlauf der Märzrevolution bis zum Berliner Barrikadenkampf

### Formierung der Berliner Opposition
Die Nachricht über den Rücktritt des französischen Königs Louis-Philippe I. machte in Berlin die Vossische Zeitung am 28. Februar 1848 bekannt. Um die Neuigkeiten auszutauschen und zu diskutieren, trafen sich viele Berliner auf den Straßen. Der Chronist Karl August Varnhagen von Ense beschrieb die Stimmung wie folgt:

„Wer ein frisches Blatt zuerst in die Hand bekam, musste auf einen Stuhl steigen und die Nachricht laut vorlesen.“

Das milde und sonnige Wetter Ende Februar und Anfang März 1848 begünstigte das Zusammenkommen großer Menschenansammlungen – und damit auch organisierter politischer Versammlungen – unter freiem Himmel. Besonders in den Kaffeehäusern und Lesezirkeln, den Treffpunkten des Berliner Bildungsbürgertums, wurden die revolutionären Ereignisse in der Ferne mit konkreten Reformerwartungen in Preußen verknüpft. Seit dem 6. März 1848 häuften sich Demonstrationen in der Stadt. Die nur 150 Mann starken städtischen Polizeikräfte hatten dem nichts entgegenzusetzen, sodass die Behörden auf Teile der preußischen Armee zurückgriffen.
Am Abend des 6. März trat eine kleine Gruppe von Studenten im Tiergarten zusammen. Wie zuvor württembergische und badische Volksversammlungen wollten sie Forderungen des Volkes zusammenfassen und als Bittschrift direkt an den König übergeben. Obwohl keine Einigung zustande kam, bewirkte ihr Treffen, dass in den folgenden Tagen (bis zum 17. März) Vertreter aller sozialen Gruppen der Stadt an den Tiergarten-Tagungen teilnahmen. Der zwischen dem Brandenburger Tor und Schloss Bellevue liegende Ort war dafür von der Opposition gut gewählt worden: Außerhalb der Stadt gelegen, war die Gefahr einer direkten Konfrontation mit dem Polizei- und Militäraufgebot eher gering. Kaffeehäuser, Biergärten und eine hölzerne Konzertbühne boten den Demonstranten genügend Raum für improvisierte Reden, Diskussionen und Abstimmungen. Am 7. März gelang der Versammlung die Festlegung auf neun Forderungen:

„1. Unbedingte Pressefreiheit.
2. Vollständige Redefreiheit.
3. sofortige und vollständige Amnestie aller wegen politischer und Preßvergehen Verurteilten und Verfolgten.
4. Freies Versammlungs- und Vereinigungsrecht.
5. Gleiche politische Berechtigung aller, ohne Rücksicht auf religiöses Bekenntnis und Besitz.
6. Geschworenengerichte und Unabhängigkeit des Richterstandes.
7. Verminderung des stehenden Heeres und Volksbewaffnung mit freier Wahl der Führer.
8. Allgemeine deutsche Volksvertretung.
9. Schleunige Einberufung des Vereinigten Landtages.“

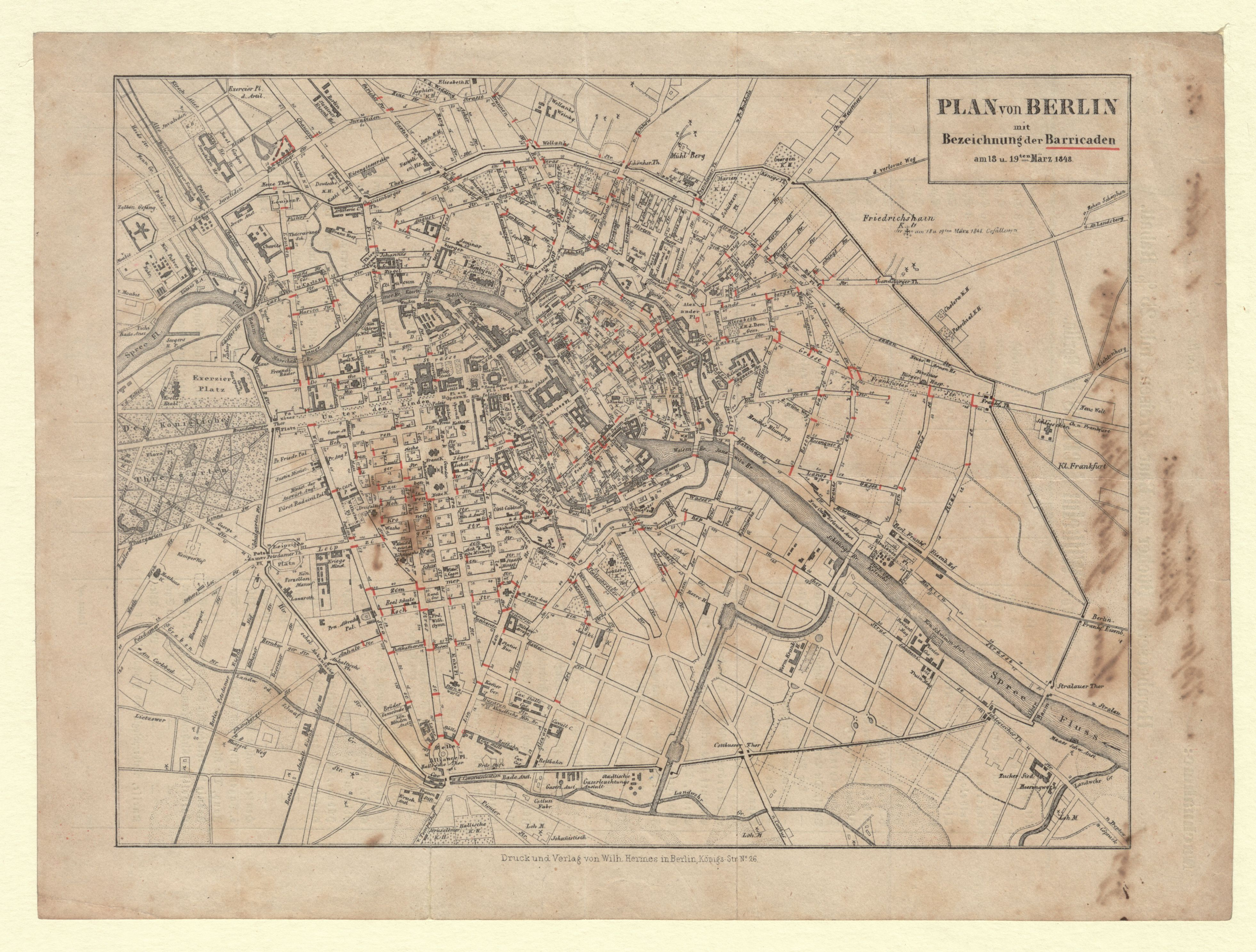
Plan von Berlin mit Bezeichnung der Barrikaden am 18. und 19. März 1848 (Quelle: Stadtmuseum Berlin)

Die Bittschrift enthielt die auch in anderen Staaten des Deutschen Bundes typischen liberalen und nationalen Wünsche. Ungewöhnlich waren jedoch die Rufe nach Amnestie und Entmilitarisierung, die mit der aufgeheizten Atmosphäre Berlins zusammenhingen. Die Situation verschärfte sich weiter, als Friedrich Wilhelm IV. sich weigerte, eine Delegation der Volksversammlung zu empfangen, um die Bittschrift entgegenzunehmen. Der Berliner Polizeipräsident Julius von Minutoli drohte sogar mit Waffengewalt, falls Vertreter der Versammlung in das Berliner Schloss eindringen sollten. Die Bittschrift, so der Polizeipräsident, sei mit der Post einzureichen. Schließlich schaltete sich der Berliner Stadtmagistrat ein, um zwischen Regierung und Demonstranten zu vermitteln. Am 10. März übergab die Volksversammlung dem Rat der Stadt die Petition. Am 14. März gewährte Friedrich Wilhelm IV. dem Rat tatsächlich eine Audienz und betonte bei dieser Gelegenheit, kein Parlament nach französischem Vorbild zuzulassen. Er wolle Preußen stattdessen wie schon beim Ersten Vereinigten Landtag eine ständestaatliche Volksvertretung zugestehen, da nur eine solche mit dem „deutschen Volkswesen“ vereinbar sei. Statt politischer Mitsprache war er weiterhin lediglich bereit, dem Volk eine beratende Funktion im Steuer- und Kreditwesen einzuräumen.

### Auswirkungen der Revolution in Wien
Mit Wien wurde am 13. März 1848 die zweite Hauptstadt einer europäischen Großmacht von der Revolution erfasst. Nach gewaltsamen Zusammenstößen zwischen Militär und Demonstranten konnte die Regierung den Frieden erst durch den Rücktritt von Staatskanzler Metternich wiederherstellen. Die Nachricht von der Flucht Metternichs, der seit dem Wiener Kongress zur wichtigsten Symbolfigur der Restaurationspolitik geworden war, erreichte Berlin am 15. März 1848. Die Befürworter einer militärischen Lösung verloren nun zunächst den Rückhalt Friedrich Wilhelms IV. Zudem befürchtete die preußische Regierung eine mögliche Abspaltung der beiden westlichen Provinzen. Erschwert wurden die diplomatischen Bemühungen jedoch durch den Umstand, dass am 13. März zusätzliche Truppen nach Berlin verlegt worden waren. Am Abend des 13. März hatten sich Soldaten am Brandenburger Tor den in die Stadt zurückkehrenden Teilnehmern der Tiergartenversammlung in den Weg gestellt. Bei der Auseinandersetzung, die sich auf das ganze Stadtgebiet ausweitete, bewarfen die Demonstranten die Soldaten mit Steinen und versuchten Barrikaden zu errichten, während die Soldaten mit Säbeln und Schusswaffen vorgingen. Bei den Kämpfen erlag ein Demonstrierender einer Stichverletzung.
Die Wiener Ereignisse ermutigten die Berliner Demonstranten am 16. März zu weiteren Schritten. Laut dem Schriftsteller und Augenzeugen Adolf Streckfuß sollen auf den Straßen erstmals Rufchöre mit Parolen wie „Wir werden auch siegen, wenn wir es nur wagen zu kämpfen“ gefallen sein. War die Protestbewegung vor dem 16. März in Berlin noch verhältnismäßig zurückhaltend geblieben und hatte Preußen scheinbar nur leicht gestreift, drohte die Eskalation nun offen auszubrechen. Zeitgleich unternahm die Regierung den Versuch, auf das alte Konzept der Bürgermiliz zurückzugreifen. Diese militärischen Verbände hatten in Preußen eine bis in die napoleonische Zeit zurückreichende Tradition. Ihr Dienst konnte bei Unruhen dazu beitragen, die Einsätze der unpopulären Armee zu reduzieren. Obwohl die Bürgermilizen bereits 1825 aufgelöst worden waren, glaubte Friedrich Wilhelm IV. mit dem Einsatz solcher Berliner „Schutzkommissionen“ doch noch deeskalierend auf die Demonstranten einwirken zu können. Freilich sollten die Berliner „Schutzkommissionen“ unbewaffnet bleiben und sich hauptsächlich aus bürgerlichen Vertretern des städtischen Kommunaldienstes zusammensetzen. Handwerker und Industriearbeiter blieben ausgeschlossen, was den Unmut auf den Straßen weiter schürte. Innerhalb weniger Stunden gelang es, etwa 2000 Mann aufzustellen, die sich allerdings bei den Demonstrationen vor dem Berliner Schloss und Unter den Linden als wirkungslos erwiesen. Unterhalb des Kronprinzenpalais, des Sitzes von Prinz Wilhelm, kam es erneut zu einem heftigen Zusammenstoß zwischen Militär und Berlinern mit zwei Toten und mehreren Verletzten. Der Vorgang führte nicht nur dazu, dass Prinz Wilhelm von der Öffentlichkeit für die Gewalt verantwortlich gemacht wurde, sondern vor allem, dass die Forderung nach einer Bürgerbewaffnung gestärkt wurde.

### Einigung auf die Massendemonstration und königliche Reformpatente
Am 17. März blieb Berlin weitestgehend von Kämpfen verschont. Trotzdem fiel an diesem Tag die Entscheidung, ob die Regierung durch eine bürgerliche Delegation oder eine Massendemonstration zu der Bewilligung einer Bürgerwehr gezwungen werden sollte. Vor allem die bürgerlich-liberalen Kräfte befürchteten, dass eine Massendemonstration vor dem Berliner Schloss sich schnell zu einer gewaltsamen sozialen Umwälzung entwickeln konnte. Sie fürchteten die Entstehung einer Terrorherrschaft wie im jakobinischen Frankreich. Der Stadtmagistrat sprach sich dafür aus, dass die Bürgerwehr nicht aus der besitzlosen Einwohnerschaft rekrutiert werden durfte. Die zentrale Rolle bei der Durchsetzung der bürgerlichen Forderungen spielte eine kleine oppositionelle Gruppe um den Publizisten August Theodor Woeniger, die sich in einem Hotel unweit der Staatsoper traf. Nach mehrstündiger Diskussion formulierte Woeniger eine bewusst knapp gehaltene Bittschrift an den König, in der um einen Rückzug der Soldaten aus Berlin, die Gewährung von Pressefreiheit, die Erlaubnis zur Bürgerwehrbildung und die Einberufung des Zweiten Vereinigten Landtages gebeten wurde. Ein Großteil der Demonstranten und ein Teil des Magistrates stellte sich hinter diese Forderung. Den Ausschlag für die Massendemonstration gab schließlich eine Rede Woenigers:

„Meine Herren, es ist zu spät; unsere Aufforderungen durchlaufen die Stadt […]; verwerfen sie die Demonstration, so erhalten sie die Revolution.“

In der ganzen Stadt verbreitete sich am Abend der Aufruf, am nächsten Tag auf dem Schlossplatz zusammenzukommen. Ebenfalls am 17. März stimmte Friedrich Wilhelm IV. weitergehenden Reformplänen des Staatsministers Bodelschwingh zu. Dieser hatte in den Tagen zuvor zwei Gesetzentwürfe formuliert. Demzufolge sollte die Zensur vollständig aufgehoben werden. Die Einberufung des Zweiten Vereinigten Landtages wurde auf den 2. April 1848 vorverlegt (ursprünglich war der 27. April vorgesehen). Am wichtigsten aber war, dass Preußen eine echte Verfassung mit Volksvertretung erhalten sollte. Die Reformen wurden am Morgen des 18. März in der ganzen Stadt durch Flugblätter bekannt gegeben. Tatsächlich versuchte der Stadtmagistrat noch, die angekündigte Massendemonstration abzusagen und die Bevölkerung über die Absichten der Regierung aufzuklären. Sogar eine festliche Beleuchtung Berlins wurde vom Magistrat zu diesem Zeitpunkt noch in Erwägung gezogen. Die Kundgebung ließ sich jedoch nicht mehr aufhalten.

## Berliner Barrikadenkampf

### Übergang der militärischen Befehlsgewalt an die radikale Militärpartei
Die Situation schien sich dank der militärischen Zurückhaltung des Gouverneurs von Berlin Ernst von Pfuel zunächst zu entspannen. Zwischen ein und zwei Uhr nachmittags wurde Pfuel jedoch durch den provisorischen Kommandierenden General des Gardekorps abgelöst, Karl von Prittwitz. Mit ihm besaß nun ein Angehöriger der weniger kompromissbereiten höfischen Militärpartei die Befehlsgewalt.
In seiner Hand vereinigte er jetzt die drei wichtigsten militärischen Kommandoposten innerhalb des Berliner Großraums, wenn auch jeweils nur interimistisch: Als Berliner Stadtgouverneur unterstanden ihm de jure, also nur mittelbar, alle Truppen im Gebiet der Hauptstadt. Als Berliner Stadtkommandant, dem Vize des Stadtgouverneurs, war er zugleich sein eigener Stellvertreter (der eigentliche Stadtkommandant Wilhelm von Ditfurth galt als überfordert). Zuletzt besaß er als provisorischer Kommandierender General des Gardekorps die unmittelbare Befehlsgewalt über alle im Berliner Raum stehenden Truppen (in Berlin und Potsdam garnisonierten fast ausnahmslos Gardeverbände, das Gros der sog. Linientruppen war traditionell in der Provinz stationiert). In dieser Funktion hatte er seinen vorherigen Vorgesetzten, Prinz Wilhelm beerbt, der am 10. März 1848 zum Militärgouverneur am Rhein und in Westphalen ernannt worden war. Zur Beseitigung dieser problemanfälligen Befehlskette wurde später, am 13. September 1848, das Oberkommando in den Marken geschaffen. Es sollte in einem künftigen Krisenfall die Befehlsgewalt über alle im Großraum Berlins stationierten Truppen ausüben.

### Die Demonstration auf dem Schlossplatz
Die am Mittag des 18. März auf den Schlossplatz strömende Menge bestand aus drei Interessensgruppen: Die erste Gruppe nahm die angekündigten königlichen Reformen zum Anlass, um die Demonstration in eine Dankesfeier umzuwandeln. Der zweiten Gruppe gingen die Reformen nicht weit genug. Durch ihr Erscheinen wollte sie den König zu weiteren Zugeständnissen ermutigen. Die dritte Gruppe war von den Reformen nicht erreicht worden und beharrte weiterhin darauf, dass die königlichen Truppen aus Berlin abziehen sollten. Hinzu kamen noch Schaulustige. Nach zeitgenössischen Angaben sollen über 10.000 Menschen den Platz aufgesucht haben.
Kaum hatte Generalleutnant von Prittwitz den Oberbefehl über alle Truppen in und um Berlin übernommen, ließ er strategisch wichtige Punkte, wie das Zeughaus und Stadtschloss, durch zusätzlichen Einheiten verstärken. Das Militär sollten dem König die Option einer Flucht nach Potsdam offenhalten. In einer morgendlichen Mitteilung an Bodelschwingh bekräftigte Friedrich Wilhelm IV. diesen Plan, der sich angesichts der versammelten Menge allerdings kaum noch hätte realisieren lassen. Um 13:30 Uhr wurden Bodelschwingh und der König von den Hochrufen, die vom Platz zu vernehmen waren, auf den Balkon des Stadtschlosses gelockt.
Auf das Erscheinen des Königs reagierte die versammelte Menge mit einem „stürmischen, fast trunken zu nennenden Jubel“, wie ein anonym gebliebener Augenzeuge 1851 in Adolf Wolffs Berliner Revolutionschronik berichtete. Seit Wochen schon hatte sich der Monarch nicht mehr der Öffentlichkeit gezeigt. Bodelschwingh trat schließlich auf den Balkon und verlas die Reformpatente, wobei er auf dem Schlossplatz nicht mehr zu verstehen war. Den Inhalt der Rede erfuhren die Demonstranten über herumgereichte Extrablätter der Allgemeinen Preußischen Staatszeitung:

„Der König will, daß Preßfreiheit herrsche; der König will, daß der Landtag sofort berufen werde; der König will, daß eine Konstitution auf der freisinnigsten Grundlage alle deutsche Länder umfasse; der König will, daß eine deutsche Nationalflagge wehe; der König will, daß alle Zollschlagbäume fallen; der König will, daß Preußen sich an die Spitze der Bewegung stelle.“

### Zwei Schüsse auf dem Schlossplatz und Flucht der Menge
Die nicht nachlassende Zahl der hinzuströmenden Bürger drängte den Rand der Masse an das Schlossportal. Die im Schlosshof postierten Soldaten befürchteten daher eine Erstürmung des Schlosses. Die Menge fühlte sich ihrerseits von der Militärmacht bedroht und rief in Sprechchören lautstark dazu auf, die um und im Schloss zusammengezogenen Truppen abzuziehen: „Militär zurück! Militär zurück!“ Mit dieser Entwicklung gewann erneut die Militärpartei an Einfluss auf Friedrich Wilhelm IV. Der König verlor die Nerven und gab den preußischen Truppen unter Prittwitz den Befehl, „den Schlossplatz zu säubern und dem dort herrschenden Skandal endlich ein Ende zu machen“. Der König verlangte dabei, dass nur „mit eingesteckter Waffe“ vorzugehen sei. Da es aber nicht gelang, die Menge zu zerstreuen, zogen Dragoner entgegen dem königlichen Befehl ihre Säbel. Die Situation wurde dadurch verschlimmert, dass die Soldaten in dem ausbrechenden Geschrei und Lärm des Gefechts ihre Vorgesetzten nicht mehr verstehen konnten. Kurz nach 14:30 Uhr lösten sich, höchstwahrscheinlich nur aus Versehen, zwei Schüsse, die aber niemanden trafen oder verletzten. Die Menschen verließen nun fluchtartig den Schlossplatz und gingen davon aus, dass absichtsvoll auf sie geschossen worden war.

### Ausbruch und Verlauf der Kampfhandlungen

#### Bau von Barrikaden und Selbstbewaffnung der Aufständischen

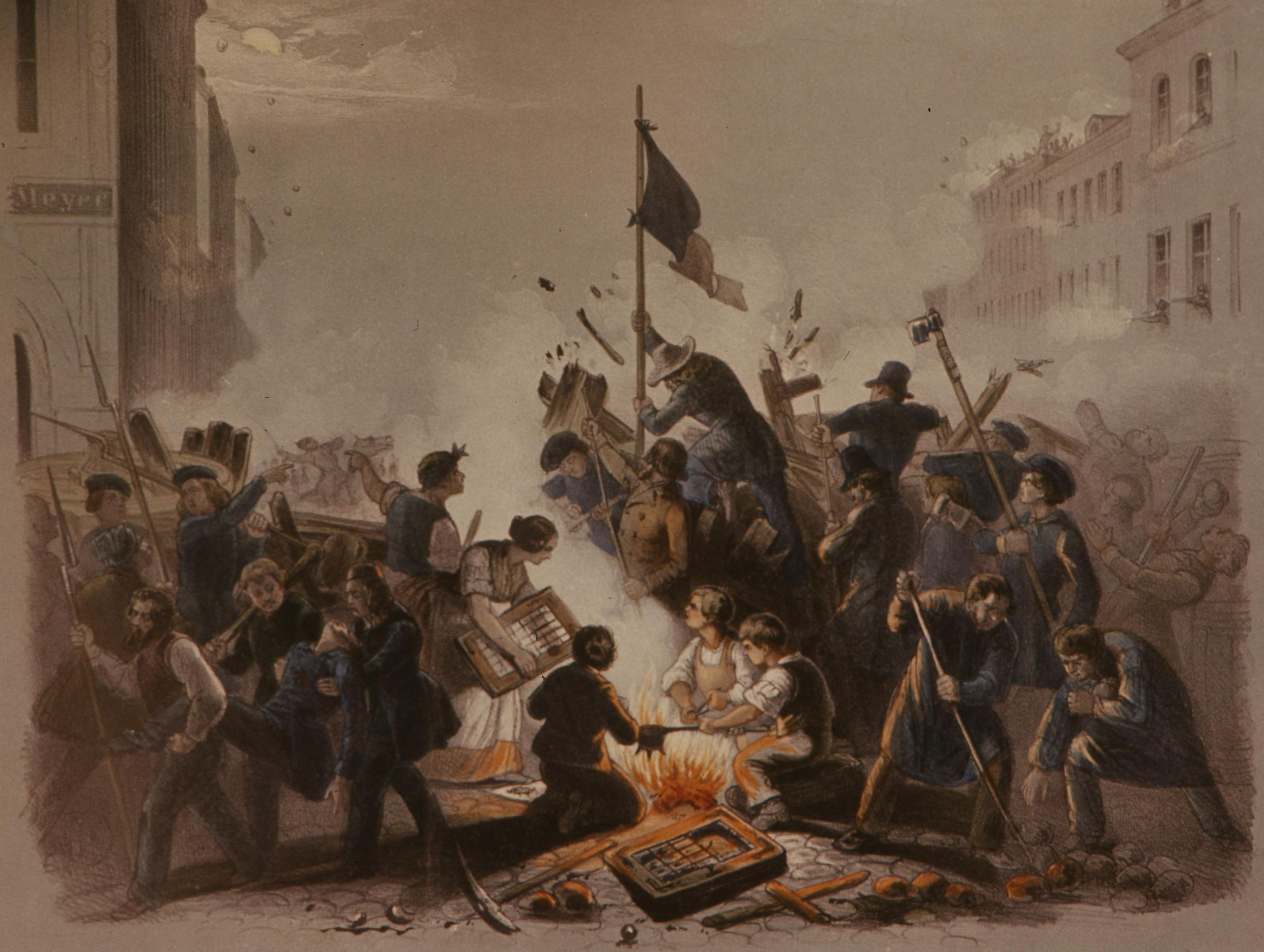
Barrikade an der Kronen- und Friedrichstraße

Während die königlichen Truppen den Schlossplatz sicherten, versuchten die Aufständischen, sich zu bewaffnen und Straßen zu verbarrikadieren. Die Barrikaden konnten vergleichsweise schnell durch das Umwerfen von Gemüseständen, Fuhrwerken und Droschken aufgebaut werden. Die Zwischenräume wurden unter anderem mit Gehwegplatten, Wollsäcken und Balken gefüllt. Die Aufständischen deckten ihre Häuser ab und verwendeten die so gewonnenen Ziegel als Wurfgeschosse gegen die anrückenden Soldaten. Ganze Gruppen Jugendlicher positionierten sich hierfür auf den Dächern. Da die Aufständischen sich spontan für den Kampf vorbereiteten, war ihre Bewaffnung unzureichend. Die wenigsten Einwohner besaßen eine Schusswaffe. Planken, Mistgabeln und Holzäxte stellten ihre Hauptwaffen dar. Die ersten Barrikaden im Bereich des Stadtschlosses waren so unorganisiert errichtet worden, dass sie von den Soldaten schnell überwunden werden konnten. Besonders die breiten Straßen ließen sich nur schwer mithilfe der Barrikaden verteidigen, sodass die Truppen bis in den späten Abend hinein den Bereich zwischen Brandenburger Tor und Alexanderplatz wieder in ihre Gewalt bringen konnten. In den weiter vom Schloss entfernten Vierteln, vor allem im Norden und Osten der Stadt, blieb den Aufständischen mehr Zeit für die Verteidigungsorganisation. Es entstanden Barrikaden, die eine Höhe von drei Stockwerken erreichten. Durch tiefe Gräben wurden Straßen unpassierbar gemacht, erst recht für die schwere Artillerie, die in die verwinkelten, engen Gassen nicht vordringen konnte. Durch die Erstürmung von Zeughäusern und Waffenlagern waren die Aufständischen in den Besitz von Schusswaffen gekommen. Insgesamt wurden über 900 Barrikaden errichtet.

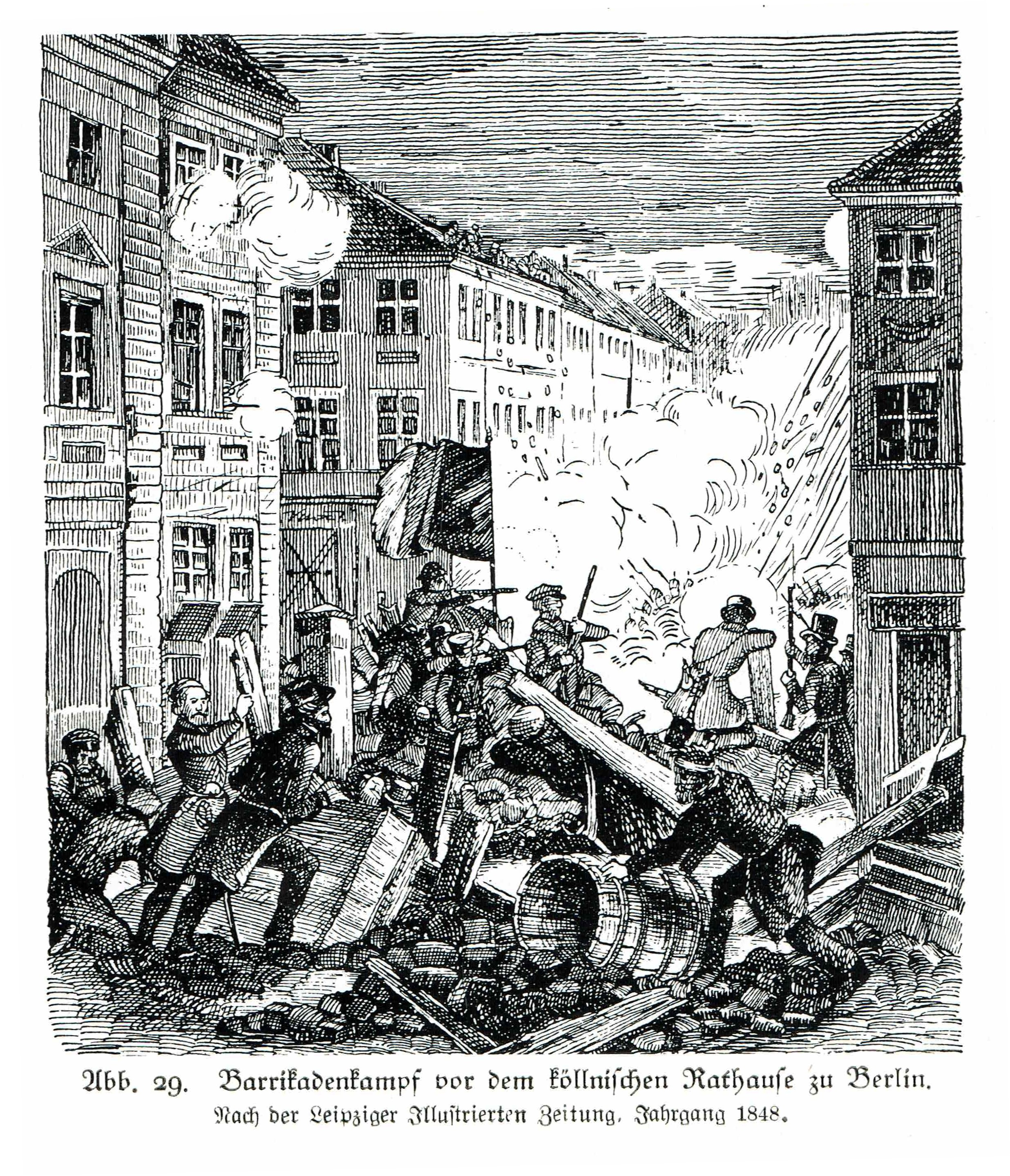
Barrikadenkampf vor dem köllnischen Rathaus, Berlin 1848; nach der Leipziger Illustrierten Zeitung, Jahrgang 1848

#### Sozialstruktur der Barrikadenkämpfer

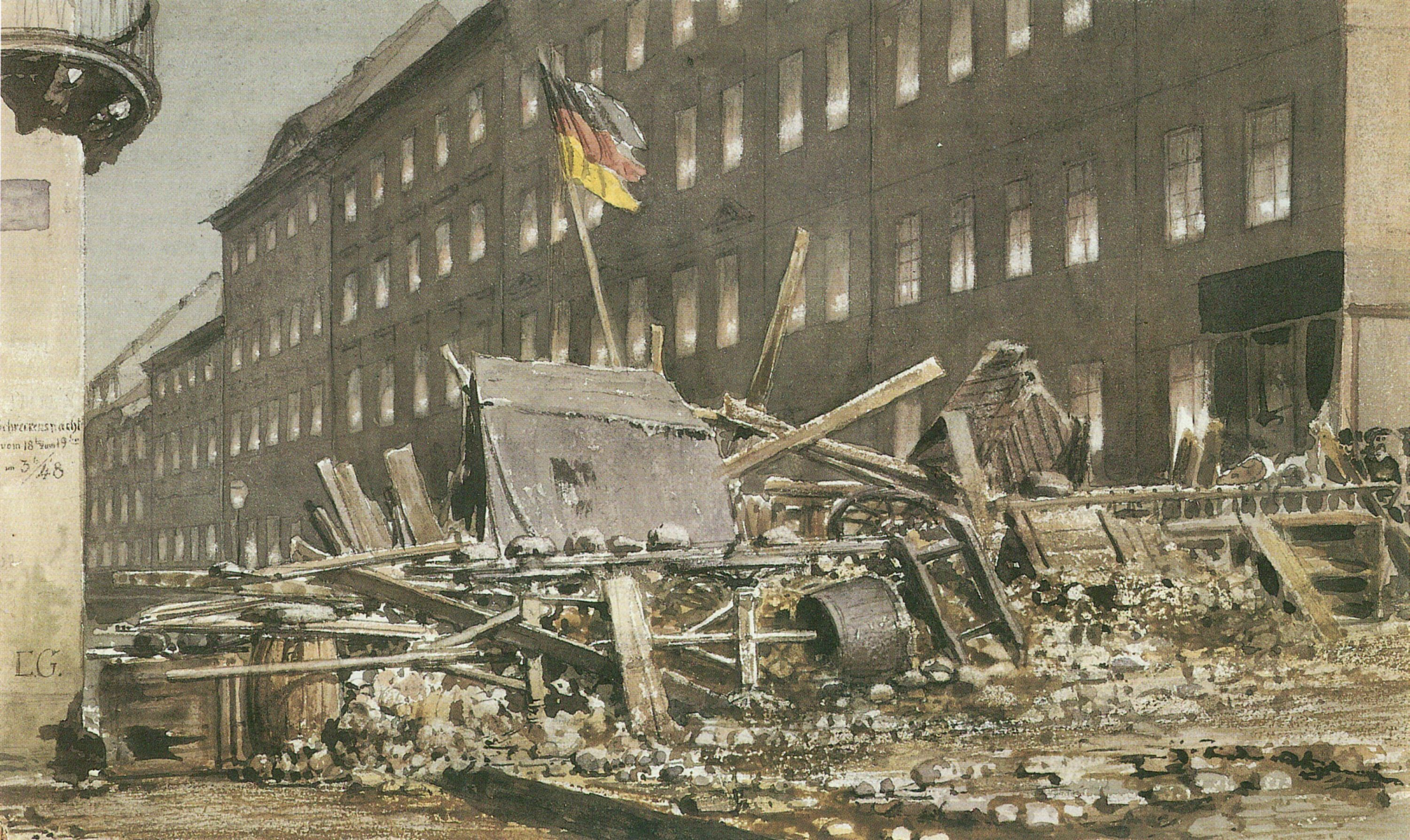
Barrikade nach Kämpfen in der Breiten Straße, gemalt von Eduard Gaertner

Der Großteil der Barrikadenkämpfer rekrutierte sich aus der Berliner Unterschicht. Später sollte sich herausstellen, dass nur 3 % der Zivilisten, die von den königlichen Soldaten gefangen genommen oder getötet worden waren, dem Bürgertum angehörten. Demgegenüber ließen sich 85 % als Angehörige der städtischen Unterschicht identifizieren. Obwohl Handwerksgesellen nur etwa 20 % der Berufstätigen in Berlin ausmachten, setzte sich aus ihnen die Hälfte der Kämpfenden zusammen. Auch Industriearbeiter und Schüler waren überproportional häufig vertreten. Mit ihrem Protest wollten sie nicht nur die Erfüllung der „klassischen Forderungen der bürgerlichen Opposition erzwingen“, sondern die Regierung darüber hinaus dazu bewegen, ihre sozialen Lebensumstände zu verbessern. Tatsächlich schwangen bereits vor dem 18. März Forderungen nach höheren Löhnen, einer finanziellen Absicherung nach dem Ende des Berufslebens und einem „Ministerium für Arbeiter“ mit. Dass die Berliner Märzrevolution eine rein bürgerliche Protestbewegung gewesen sei, gilt daher in der Forschung inzwischen als überholt. Neben dem Faktor der sozialen Gruppenzugehörigkeit spielte auch das Alter eine wesentliche Rolle. So waren 36,7 % der Märzgefallenen oder Gefangenen weniger als 25 Jahre alt, nur 18,4 % waren über 40 Jahre alt. Da die jüngere Generation im Umgang mit den Gendarmen „trainierter“ war, hält es Rüdiger Hachtmann für wahrscheinlich, dass die Jugend im Barrikadenkampf noch weit präsenter war als es die Statistik vermuten lässt. Durch ihre Flinkheit seien die jüngeren Menschen nur weniger in Gefangenschaft oder ins Schussfeuer geraten. Da nur eine Frau in Gefangenschaft geriet und die Gefallenen fast ausschließlich männlich waren, lässt sich schlussfolgern, dass Frauen bei den Kämpfen eine eher untergeordnete Rolle spielten.

#### Reaktion des Königs
Als die ersten Schüsse des Barrikadenkampfes fielen, saßen Friedrich Wilhelm IV. und seine Entourage noch an der Mittagstafel. Die Kämpfe waren jedoch auch im Stadtschloss zu hören. Um einen Straßenkampf zwischen Militär und Berliner Zivilisten möglichst schnell zu beenden und die Kontrolle zurückzugewinnen, beauftragte der König zunächst seinen Hofmaler Eduard Graewert damit, ein weißes Leinentuch mit der Aufschrift „Ein Missverständnis! Der König will das Beste“ zu bemalen. Zwei Zivilisten erklärten sich freiwillig bereit, den Schriftzug durch Berlins Straßen zu tragen. Trotzdem endeten die Kämpfe nicht. In den nächsten Stunden griffen Friedrich Wilhelm IV. und seine Regierung, obwohl dazu von Beratern, Offizieren, Hofbeamten, Professoren und Lokalpolitikern bedrängt, zunächst nicht weiter in das Geschehen ein. Die Regierung schien von der Menge an widersprüchlichen Nachrichten und Empfehlungen überfordert.

#### Lage des Militärs

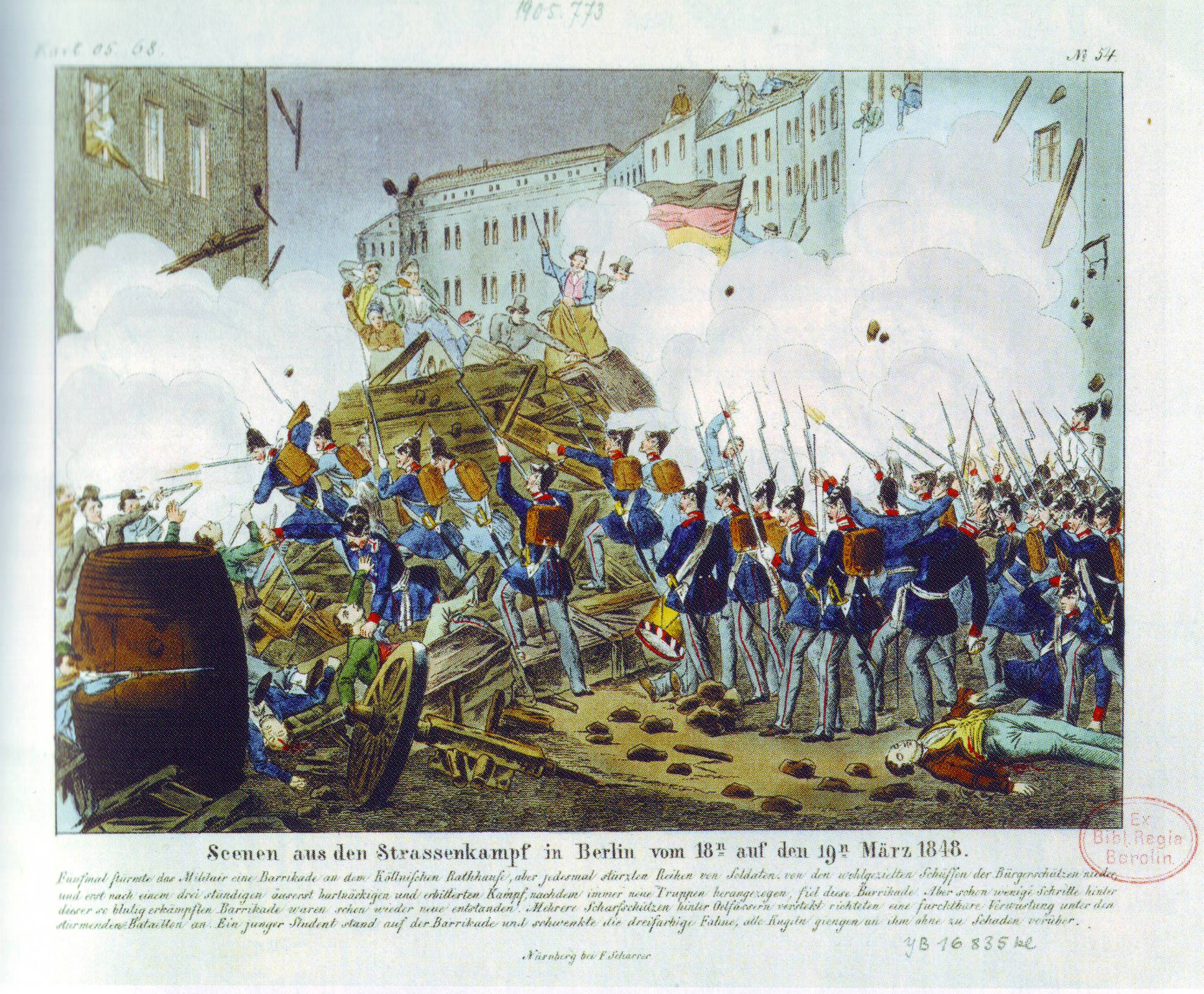
Straßenkampf

Um etwa halb fünf brachen die ersten größeren Schießereien aus. Um 18 Uhr wurde die Königstraße zum Hauptkampfplatz. Gegen 18:30 Uhr wurden dort die ersten Kanonen gegen die Barrikaden eingesetzt. Zwar gelang es den Soldaten einige Barrikaden niederzuschießen, doch verstärkte der Anblick von zerfetzten Leichen nur noch den Widerstandswillen der Aufständischen. In der ganzen Stadt wurden die Kirchenglocken Sturm geläutet, um weitere Bürger zum Widerstand zu versammeln. Die Kämpfe liefen in der Regel wie folgt ab: Die sich den Barrikaden nähernden Soldaten wurden von Fenstern und Dächern aus beschossen oder mit Steinen beworfen. In der Folge stürmten die Soldaten die umliegenden Häuser, wobei auch die Wohnungen unbeteiligter Einwohner von den Soldaten verwüstet wurden. Selbst harmlose Passanten auf der Straße oder Frauen in ihren Wohnungen wurden von Soldaten erschossen. Da der weitgehend wolkenfreie Himmel vom Vollmond hell erleuchtet wurde, setzte sich die Eskalation noch bis in die Nacht hinein fort. Selbst kleinere Brände brachen aus: Während die Königlich Preußische Eisengießerei teilweise in Flammen aufging, brannte eine Verkaufsbude am Alexanderplatz vollständig ab. Obwohl das Militär mit 14.000 Soldaten und 36 Geschützen den 4000 Aufständischen weit überlegen war, war es auf Dauer mit den Häuser- und Barrikadenkämpfen überfordert. Im Gegensatz zu den Aufständischen, die von Sympathisanten mit Getränken und Speisen versorgt wurden, hatten die Truppen nach den Angaben von General Prittwitz in den „letzten 36 bis 48 Stunden nur Brot und Brantwein erhalten“. Da die Soldaten gegen ihre eigenen Landsleute vorgingen, wuchs zudem die Gefahr, dass sie zu den Aufständischen überliefen.

### Einstellung der Kampfhandlungen
Am Abend des 18. März kontrollierte Prittwitz zwar den Schlossbezirk und die unmittelbar angrenzenden Straßen. Zwischen Spree, der Neuen Friedrichstraße und dem Spittelmarkt waren alle Barrikaden entfernt. Die für Feldschlachten ausgebildeten Soldaten hatten jedoch keine Erfahrung mit Straßenkämpfen und der Bekämpfung von Volksaufständen, auch die geringe Truppenstärke machte eine vollständige Eroberung Berlins unmöglich. Gegen Mitternacht führte Prittwitz eine persönliche Unterredung mit Friedrich Wilhelm IV. Der General empfahl dem Monarchen, das Zentrum Berlins für einige Tage weiter besetzt zu halten und abzuwarten, ob nicht doch noch die gemäßigten Kräfte die Oberhand gewinnen würden. Sollte sich die öffentlich Erregung bis dahin nicht gelegt haben, müsse der König Berlin verlassen. Anschließend würde die Stadt von außen durch Artillerie zur Kapitulation bombardiert (was Wien noch im Oktober 1848 widerfahren sollte). Friedrich Wilhelm IV. könne dann seine politischen Zugeständnisse wieder rückgängig machen. Der König ging nicht auf Prittwitz’ Vorschlag ein. Er untersagte weiteres militärisches Vorrücken und arbeitete die Proklamation „An meine lieben Berliner“ aus. In dieser Erklärung vom 19. März 1848 kündigte er an, das Militär teilweise dann abzuziehen, wenn die Bürger im Gegenzug dafür die Barrikaden entfernten. So heißt es in dem Manifest: „Kehrt zum Frieden zurück, räumt die Barrikaden, die noch stehen, […] und ich gebe euch mein königliches Wort, daß alle Straßen und Plätze sogleich von den Truppen geräumt werden sollen und die militärische Besetzung nur auf die nothwendigsten Gebäude […] beschränkt werden wird“. Diese Proklamation wies eine Bürgerdeputation unter Führung des späteren Berliner Bürgermeisters Franz Christian Naunyn mit dem Hinweis zurück, dass es für einen Waffenstillstand eines vollständigen Militärabzuges bedürfe. Um 10:30 Uhr gab Friedrich Wilhelm IV. diesen Forderungen nach.

## Verlauf nach dem Berliner Barrikadenkampf

### Verantwortlichkeit und Reaktion des Königs
Der Berliner Barrikadenkampf zählte zu den verlustreichsten Unruhen der Märzrevolution: Über zweihundert Zivilisten waren ums Leben gekommen, die als Märzgefallene bezeichnet wurden. Über 600 Aufständische waren verwundet worden oder in Gefangenschaft geraten. Die königlichen Truppen hatten mit weniger als 50 Toten vergleichsweise geringe Verluste, doch kursierten in Gerüchten und der Presse wochenlang Zahlen von 400 bis zu 1800 „Militärleichen“. Mit der hohen Zahl an Toten und Verwundeten gewann die Frage nach der Verantwortlichkeit eine zentrale Rolle, insbesondere, da selbst der militärische Schutz des Stadtschlosses größtenteils aufgegeben worden war. Der König hatte sich damit unmittelbar in die Hände der Bürger begeben. Die erste Auswirkung dieser folgenschweren Entscheidung zeigte sich bereits am Nachmittag des 19. März 1848: Die Aufständischen trugen die Leichen der Märzgefallenen auf Leiterwagen in den Schlosshof, ein Akt indirekter Anklage gegen den König. Vom Balkon des Berliner Schlosses musste er kurz nach 14 Uhr den Trauerzug beobachten. Um dem König die Schuss-, Bajonett- und Schrapnellwunden vor Augen zu führen, hatte man die Oberkörper der Toten entblößt. Die 150 Leichen wurden von Blumen und Zweigen geschmückt. Mit dem Zuruf „Mütze ab“ zwang man Friedrich Wilhelm IV., den Toten Ehre zu erweisen. Mit dieser Demutsgeste gelang es wiederum Friedrich Wilhelm IV., die Bevölkerung von seiner persönlichen Schuld am Massaker abzulenken. Durch sein unentschlossenes Schwanken zwischen militärischer und diplomatischer Lösung trug Friedrich Wilhelm IV. maßgebliche Verantwortung für die Eskalation, wurde von der Berliner Öffentlichkeit aber weniger für den Barrikadenkampf verantwortlich gemacht als Prinz Wilhelm. Dieser war jedoch bereits am 10. März 1848 vom König zum Generalgouverneur der Rheinarmee ernannt worden und hatte folglich keine Befehlsgewalt über die in und um Berlin stationierten Truppen. Dass Prittwitz, der eigentliche Hauptverantwortliche, den Einsatz von Kartätschkugeln genehmigt hatte, wurde fälschlicherweise auf Wilhelm zurückgeführt. Am 12. Mai 1848 prägte der Auskultator Maximilian Dortu in einer Rede den Begriff des „Kartätschenprinzen“, der in der Folge von zahllosen Zeitungen aufgegriffen wurde. Noch am Abend des 19. März 1848 floh Wilhelm in die Spandauer Zitadelle und begab sich in den folgenden Tagen ins Exil nach London. In der Regierung wurde zu diesem Zeitpunkt darüber debattiert, ob Wilhelm zu Gunsten seines Sohnes, des späteren Kaisers Friedrich III., von der königlichen Nachfolge ausgeschlossen werden sollte.

### Stabilisierung der preußischen Monarchie

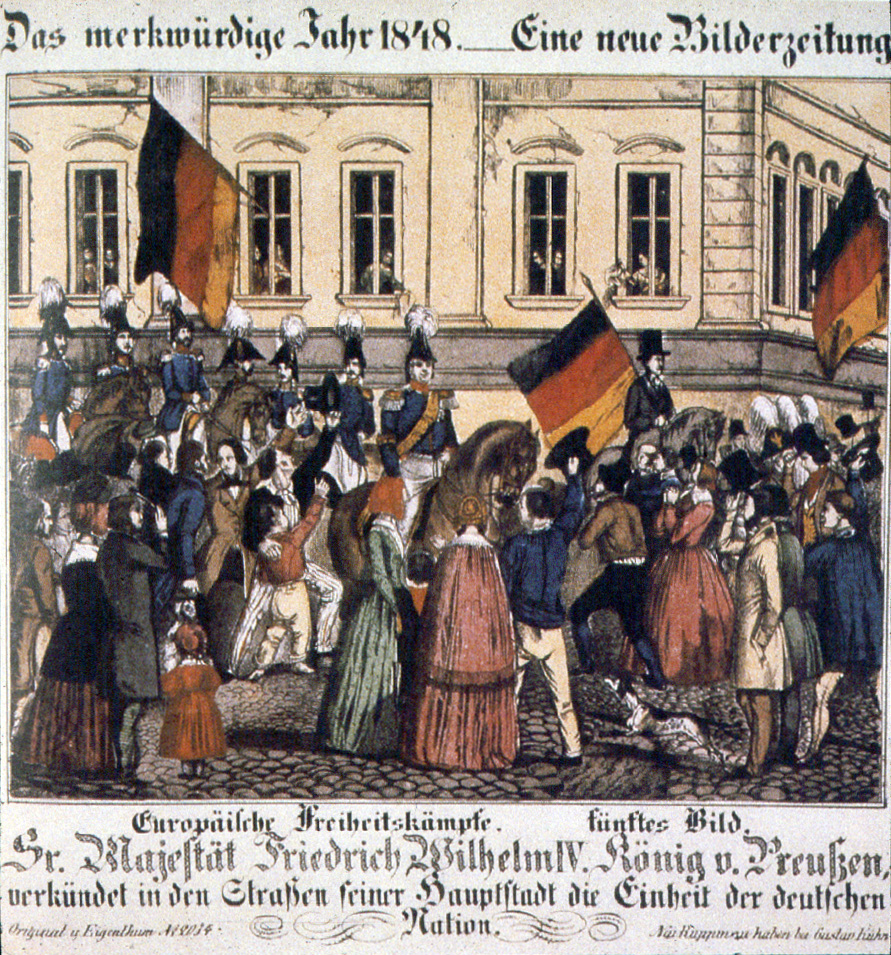
Der Ritt Friedrich Wilhelms IV. durch Berlin am 21. März 1848

Die Haltung Friedrich Wilhelms IV. gegenüber den Märzgefallenen am 19. März 1848 hatte die Menge so weit beruhigen können, dass sie den Schlosshof und den Schlossplatz wieder räumte. Augenscheinlich war das Vertrauen der Berliner in die Monarchie wiederhergestellt. Dies hatte zwei Gründe: Erstens waren in Preußen Reformbewegungen häufig von der Obrigkeit verordnet worden („Revolution von oben“), etwa im aufgeklärten Absolutismus unter Friedrich II. oder bei den Stein-Hardenbergischen Reformen. Aus Sicht der preußischen Öffentlichkeit musste eine gesellschaftliche Erneuerung nicht zwangsläufig durch eine Revolution von unten erzwungen werden, sondern lag bereits im Interesse des monarchischen Verwaltungsstaates. Zweitens wurde das deutsche Bildungsbürgertum durch den Terror im jakobinischen Frankreich abgeschreckt. Statt dem revolutionären Frankreich wandte man sich Großbritannien und damit dem Staatsmodell der konstitutionellen Monarchie zu. Der Schweizer Weber Johann Ulrich Furrer kommentierte diese fortbestehende „Untertanenmentalität“ (so Hachtmann) in seinem Tagebuch wie folgt:

„In der Schweiz glaube ich, hätte man es anders gemacht: Einem Mann, der vor wenigen Augenblicken noch Befehl gab, das Volk niederzuhauen, würde man nicht mit Viverufen, sondern mit Kugeln berauschen. Aber die einfältigen Leute glauben, dass die ganze Welt zugrunde ginge, wenn keine solchen Herren von Gottes Gnaden existieren würden.“

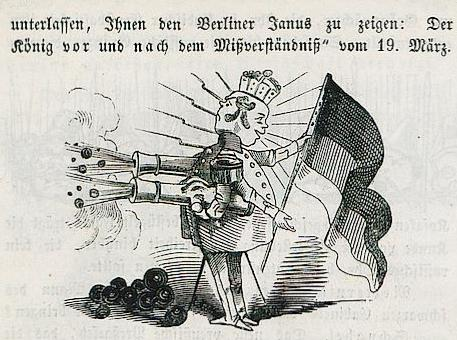
Karikatur von 1848 auf den janusköpfigen Friedrich Wilhelm IV.

Von Anfang an hatte diese „Untertanenmentalität“ und die soziale Zerrissenheit der Berliner Oppositionsbewegung den erfolgreichen Fortgang der Revolution gefährdet. Das scheinbare Zurückweichen des Königs verstärkte diese Tendenzen noch: Am Nachmittag des 19. März erklärte sich Friedrich Wilhelm IV. mit der Einsetzung einer Bürgerwache zur Verteidigung des Schlosses einverstanden. Am 21. März ritt der Monarch mit einer schwarz-rot-goldenen Armbinde durch die Stadt und ließ dabei von einem in zivil gekleideten Offizier eine schwarz-rot-goldene Fahne voraus tragen. Mit diesem performativen Akt stellte sich Friedrich Wilhelm an die Spitze der deutschen Nationalbewegung. Er schien die Forderung der Liberalen nach nationaler Einheit unterstützen zu wollen. In der am selben Tag veröffentlichten Proklamation „An mein Volk und an die deutsche Nation“ drückte er seinen angeblichen Wunsch aus, der auf den 2. April 1848 einberufene Zweite Vereinigte Landtag solle sich durch Zutritt anderer Ständeversammlungen in eine gesamtdeutsche Ständeversammlung umgestalten. Darüber hinaus versprach er in der Proklamation eine echte Verfassung sowie die Einführung von Geschworenengerichten und einer Ministerverantwortlichkeit. Preußen solle, so die Kernaussage der Erklärung, „in Deutschland aufgehen“. Mit den sogenannten Märzerrungenschaften (Presse- und Versammlungsfreiheit sowie dem Versprechen einer konstitutionellen Monarchie und deutschen Einheit) waren alle Forderungen der gemäßigten Liberalen erfüllt. Im Gegensatz zu radikaleren Kräften betrachteten sie die Revolution für abgeschlossen und schoben in der Preußischen Nationalversammlung soziale Themen, die insbesondere Handwerker und Industriearbeiter betrafen, aus Angst vor Anarchie ins Nebensächliche. Die Forderung nach einem Arbeits- und Arbeiterministerium wurde ebenso wenig befriedet wie der Wunsch nach Teilhabe der sozialen Unterschichten an politischen Entscheidungsprozessen. Aus dieser durch die sozialen Brüche hervorgehenden Uneinigkeit der revolutionären Kräfte resultierte letztlich eine „Revolutionsmüdigkeit“ der Bevölkerung, die es Friedrich Wilhelm und seiner Kamarilla langfristig ermöglichten, die Revolution zu beenden.
Vorerst aber bewirkte der Barrikadenkampf eine Liberalisierung Preußens: Am 29. März 1848 stellte Friedrich Wilhelm IV. eine neue Regierung auf. Die beiden rheinischen Bankiers Ludolf Camphausen und David Hansemann ernannte der König zum preußischen Ministerpräsidenten bzw. zum Finanzminister. Drei der insgesamt sieben Vertreter der sogenannten Regierung Camphausen-Hansemann stammten damit aus dem Großbürgertum. Am 2. April 1848 legte die neue Regierung dem Zweiten Vereinigten Landtag einen Wahlgesetzentwurf vor, auf dessen Basis eine verfassungsgebende preußische Nationalversammlung hervorgehen sollte. Am 1. Mai 1848 fand die erste freie Wahl in Preußen statt. In der am 22. Mai 1848 zusammengetretenen preußischen Nationalversammlung erhielten liberale und linksliberale Kräfte die Mehrheit, während die Konservativen zum Entsetzen des Königs eine herbe Niederlage erlitten. Zur gleichen Zeit wurden preußische Abgeordnete auch in die gesamtdeutsche Frankfurter Nationalversammlung gewählt. Letztlich aber ermutigten die immer radikaler werdenden Resolutionen der preußischen Nationalversammlung und die erfolgreiche Rückeroberung Wiens durch habsburgische Truppen den König zu einem gegenrevolutionären Vorgehen, das am 10. November 1848 in der Rückkehr der Truppen nach Berlin seinen vorläufigen Höhepunkt erreichte. Obwohl Preußen eine Verfassung von Königs Gnaden erhielt und behalten sollte, wurden die meisten Zugeständnisse ab 1849 wieder zurückgenommen.
Auch die kurzzeitige Annäherung zwischen der polnisch- und deutschsprachigen Bevölkerung Preußens war nicht von langer Dauer: 1847 waren 254 Polen verhaftet worden, da ihnen die Planung eines Aufstandes vorgeworfen wurde, der die polnischen Teilungen rückgängig machen sollte. Die Angeklagten des sogenannten Polenprozesses hätten die Wiederherstellung eines polnischen Staates angestrebt, der durch die Annexionen zwischen Preußen, Österreich und Russland aufgehört hatte zu existieren. Die im Staatsgefängnis von Moabit zum Teil zu lebenslanger Haft verurteilten Gefangenen genossen in der Bevölkerung zum Teil Sympathien. Vor allem demokratische Kräfte sahen in dem um ihre Freiheit kämpfenden Nachbarvolk einen natürlichen Verbündeten gegen das autokratisch regierte russische Zarenreich. Unter dem öffentlichen Druck wurden am 20. März 1848 die polnischen Gefangenen entlassen und gegen 13 Uhr auf den Straßen von den Berlinern begeistert bejubelt. Einige der Befreiten stiegen sogar auf Pferdekutschen und richteten von dort improvisierte Reden an die Menge. Die Stimmung schlug jedoch um, als der Revolutionär Ludwik Mierosławski Ende März 1848 in die preußische Provinz Posen reiste und dort im April/Mai 1848 zum militärischen Anführer eines polnischen Aufstandes avancierte. Bei allen Sympathien und Zugeständnisbereitschaft für das polnische Volk war die Mehrheit der Bevölkerung in Preußen nicht willens, diesem eine nationale Eigenständigkeit zu zugestehen. Der Aufstand in Posen konnte von der preußischen Armee gewaltsam unterdrückt werden, ohne dass es in Berlin dagegen zu Protesten kam.

## Gedenken

### Beisetzungszug am 22. März 1848

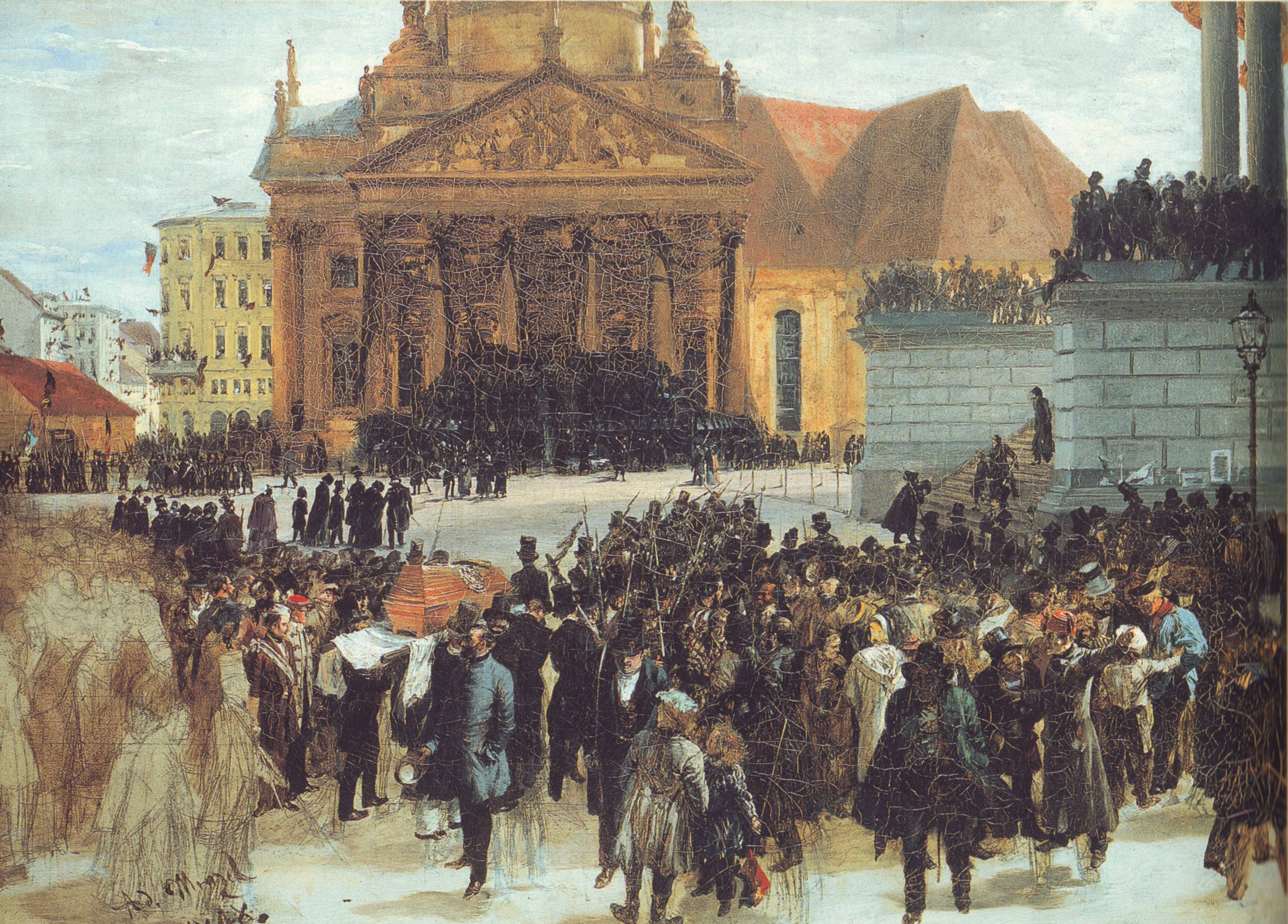
Aufbahrung der Märzgefallenen, Gemälde von Adolph Menzel

Der Beisetzungszug der Märzgefallenen am 22. März 1848 sollte die Geschlossenheit der städtischen Gemeinschaft zum Ausdruck bringen. Im Vorfeld traten jedoch erste größere Spannungen innerhalb der Protestbewegung auf. Der Berliner Magistrat hatte am 21. März 1848 geplant, die Zivilopfer zusammen mit den gefallenen Soldaten zu Grabe zu tragen, was auf den erbitterten Widerstand der Berliner Unterschicht traf, der die meisten Gefallenen angehört hatten. Die an Wänden in der ganzen Stadt angebrachten Plakate, die eine Erklärung des vom Magistrat eigens einberufenen „Komitees für die Bestattung unserer Toten“ enthielten, wurden abgerissen. Weder der preußische Ministerpräsident noch der Polizeipräsident zeigten Gehör für den Protest. Entscheidend war jedoch der Umstand, dass sich auch die militärische Elite gegen eine Beisetzung ihrer Soldaten neben „Aufrührern“ aussprach. In ihren Augen ließ sich die Loyalität der Truppen gegenüber dem Monarchen nur dann aufrechterhalten, wenn sie jeglichen Kontakt zur Revolution unterbänden. Am Vormittag des 22. März wurden die mit Kränzen und Schleifen geschmückten 183 Särge der Märzgefallenen auf den Treppen des Deutschen Doms am Gendarmenmarkt aufgebahrt. Angehörige aller sozialen Gruppen – Bürger, Studenten, Handwerker, Beamte, Künstler, Gelehrte, Lehrer, Schüler, Arbeiter und die höfische Aristokratie – nahmen an der Trauerzeremonie teil. Über 20.000 Menschen versammelten sich auf dem Gendarmenmarkt. Zu den Augenzeugen dort zählte wahrscheinlich auch der Maler Adolph Menzel, der die Szene in seinem unvollendeten Gemälde Aufbahrung der Märzgefallenen festhielt. Die Särge wurden zunächst zum Stadtschloss getragen, wo der König und seine Minister barhäuptig auf dem Balkon erschienen und die Menge grüßten. Ziel des Geleits waren kurz zuvor ausgehobene Gräber eines eigens dafür geschaffenen Friedhofs der Märzgefallenen in Friedrichshain vor den Toren der Stadt. Die Kosten der Zeremonie und Beisetzungen wurden vom Stadtmagistrat getragen.

### Symbolische Bedeutung der Märzgefallenen und des 18. März
Der 18. März 1848 stellte noch in der preußischen Reaktionsära ein lebendiges Symbol für die Freiheitssehnsucht dar. Zwischen 1849 und 1851 wurde der Friedhof der Märzgefallenen alljährlich am 18. März von Handwerkern und Industriearbeitern aufgesucht. Die Regierung beorderte sogar Militär- und Polizeikräfte auf den Friedhof, um einen allzu offensichtlichen Kult um die Märzgefallenen zu verhindern. Angesichts der aus der Stadt strömenden Menschenmassen war dies jedoch kaum möglich. Die Gräber wurden so sehr mit Kränzen und Blumen geschmückt, dass der Friedhof mehr einem „lieblichen Garten“ geglichen hätte, so die Anmerkung der Vossischen Zeitung vom 20. März 1849. Ab 1853 verlor der Friedhof langsam seine Bedeutung als politische Wallfahrtsstätte. Aus Polizeiberichten geht hervor, dass die Gräber in der zweiten Hälfte der 1850er Jahre am Jahrestag der Barrikadenkämpfe nicht häufiger besucht wurden als andere Ruhestätten. Als 1862 die polizeiliche Beobachtung des Friedhofs eingestellt wurde, erlebten die Märzgefallenengräber jedoch erneut einen zunehmenden Anstrom. Insbesondere die erstarkende Sozialdemokratische Arbeiterpartei nutzte den Friedhof symbolisch, um die legitime Nachfolge der revolutionären Bewegung von 1848 zu beanspruchen. Am 18. März 1873 versammelten sich mehr als 10.000 Menschen in Friedrichshain. Am Abend dieses Tages kam es zu einer Auseinandersetzung mit der Polizei, bei der ein Kundgebungsteilnehmer ums Leben kam. Bis zum Ende der Monarchie im Jahre 1918 behinderte die Regierung ein freies und friedliches Gedenken an die Berliner Märzrevolution.
Der einhundertste Jahrestag der Berliner Märzrevolution fiel in die Zeit der deutsch-deutschen Teilung. Aus diesem Grund lagen die Archivbestände der Berliner Märzrevolution, aber auch der Friedhof der Märzgefallenen, außer Reichweite der westlichen Besatzungszonen. Entsprechend verlagerte sich das Interesse in der späteren Bonner Republik auf die Frankfurter Nationalversammlung, während die freiheitlichen Impulse der Berliner Märzrevolution bis zur Wiedervereinigung Deutschlands kaum gewürdigt wurden. Im Ostsektor Berlins trafen sich am Morgen des 18. März 1948 der noch ungeteilte Berliner Magistrat und Vertreter der westlichen Parteien bei den Gräbern, um einen Gedenkstein zu Ehren der Märzgefallenen zu enthüllen. Der Stadtverordnetenvorsteher Otto Suhr, ein späteres Mitglied des Deutschen Bundestages, nutzte in einer Rede diese historische Gelegenheit, um auf die politische Situation der Zeit aufmerksam zu machen: Es sei im Sinne der Berliner Barrikadenkämpfer, dass sich in allen Teilen Deutschlands ein freiheitliches System durchsetze. Eine deutsche Einheit, so Suhr, dürfe es allerdings nicht unter dem Preis der Aufgabe von politischer Freiheit geben. Freilich interpretierte die Sozialistische Einheitspartei Deutschlands die Berliner Märzrevolution auf ihre Weise, als sie den Beginn der Tagung des „Zweiten Deutschen Volkskongresses für Einheit und gerechten Frieden“ auf den 18. März 1948 setzte. Anders als in den Westzonen wurden mit Blick auf die Revolution von 1848 nicht Grund- und Bürgerrechte in den Vordergrund gerückt, sondern die historische Notwendigkeit einer nationalen Einheit, die aus Sicht der SED unter sozialistischer Führung erreicht werden sollte. Auch nach dem Scheitern solcher Ambitionen sah sich die spätere Deutsche Demokratische Republik in ihrem Selbstverständnis als Vollenderin der revolutionären Ziele von 1848.

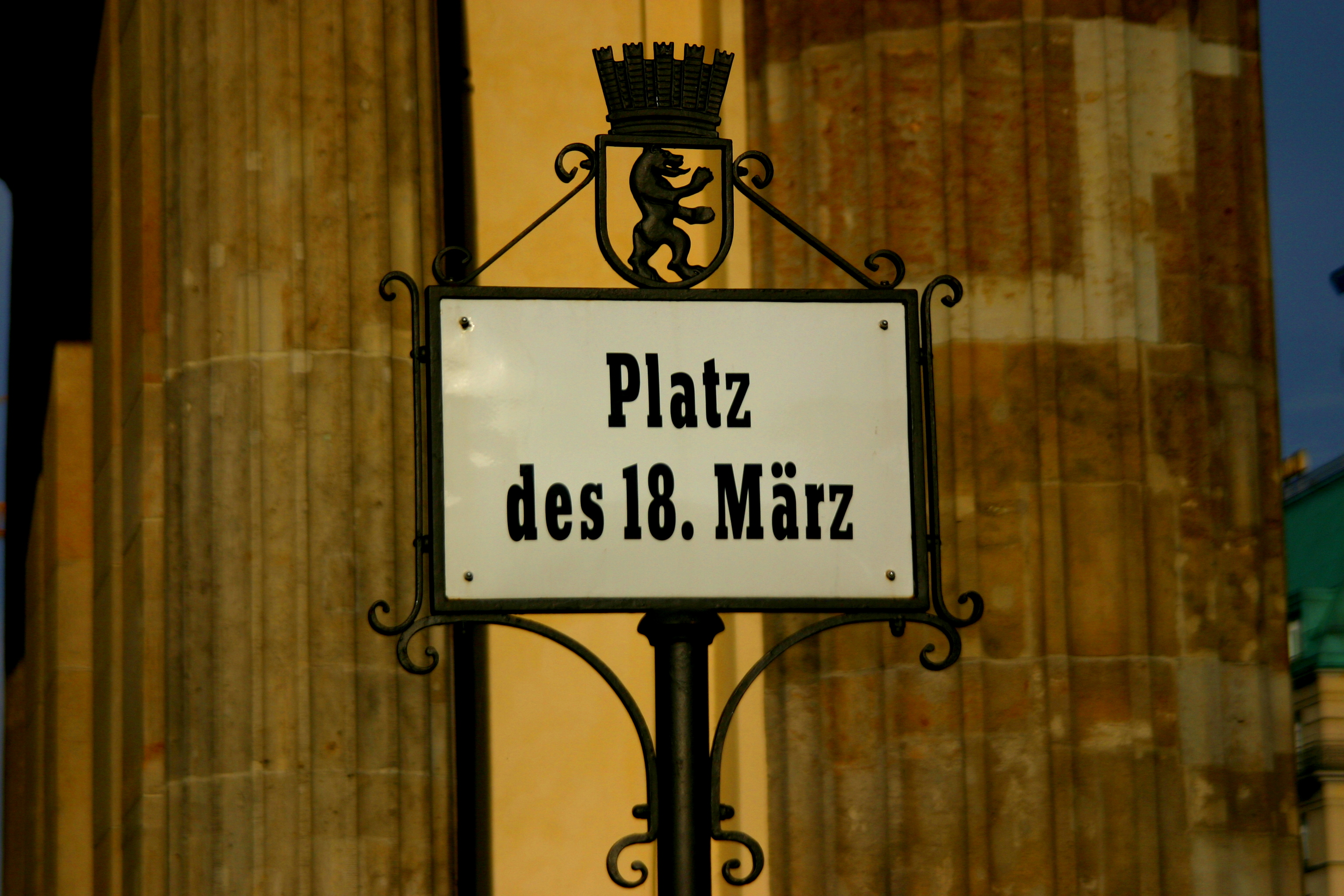
Schild auf dem Platz des 18. März vor dem Brandenburger Tor

Bei der Volkskammerwahl von 1990, der ersten freien Wahl in der DDR, wurde am 18. März 1990 mit 48 % der Stimmen mehrheitlich die sogenannte Allianz für Deutschland gewählt. Damit hatten sich die Wähler für einen Beitritt der Deutschen Demokratischen Republik zur Bundesrepublik Deutschland ausgesprochen. Um die historische Tragweite dieser Entscheidung hervorzuheben, wurde die Wahl nachträglich als revolutionärer Akt bewertet und mit dem Berliner Barrikadenkampf vom 18. März 1848 in Verbindung gebracht. Eine solche Traditionslinie hatten die politischen Entscheidungsträger jedoch keineswegs beabsichtigt. Die Regierung Modrow wollte die DDR durch die Wahl „demokratisch-sozialistisch“ reformieren, um deren Unabhängigkeit zu bewahren. Eine nationale Einigung Deutschlands, wie sie schon die Berliner Märzrevolution eingefordert hatte, lag nicht in ihrem Interesse. Gleichwohl erstellte der Grafiker Manfred Butzmann ein 82,2 cm × 58,3 cm großes Plakat, das einen Ausschnitt der berühmten Lithographie des Barrikadenkampfes am Alexanderplatz zeigt, die Anton Klaus 1848 geschaffen hatte. Im Kontrast zur Abbildung der Gewalt vom 18. März 1848 steht der Text des Plakates: „Die Revolution hat gewählt: Demokratie. Keine Gewalt“. Durch diese Darstellung wurde der 18. März „zum Inbegriff der gewaltfreien Revolution, die mit den Protestdemonstrationen im Herbst 1989 begann und mit den ersten demokratischen Wahlen ihren Abschluss fand“ (so Ulrike Ruttmann). Die gewollte Anknüpfung zwischen Märzrevolution von 1848 und friedlicher Revolution von 1989/1990 zeigt sich ebenso in einer im Jahr 2000 vollzogenen Platzumbenennung: Aus dem „Platz vor dem Brandenburger Tor“ wurde der Platz des 18. März.

### Gedenktafeln
Die Erinnerungskultur an die Berliner Märzrevolution verlief lange Zeit schleppend: Obwohl bereits während der Wilhelminischen Zeit geplant, konnte das Projekt, Gedenktafeln an die Stellen im Berliner Straßenpflaster zu versenken, an denen am 18./19. März 1848 die Barrikaden gestanden haben sollen, nicht verwirklicht werden. Erst die Anträge und Finanzierung der Bürgerinitiative „Aktion 18. März“ ermöglichte in den 1990er Jahren die Verlegung von zwölf Gedenktafeln. Anlässlich des 150. Jubiläums unterstützte auch die Bauverwaltung des Berliner Senates das Vorhaben. Jedoch konnten aufgrund der geringen Zahl an Spendern nur die wichtigsten Schauplätze kenntlich gemacht werden. Dazu zählen die Breite Straße an der Ecke zur Gertraudenstraße, die frühere Königs- und heutige Rathausstraße, der Alexanderplatz (unweit von der Straßenbahnhaltestelle), der Strausberger Platz, der Gendarmenmarkt beim Deutschen Dom und die Roßstraßenbrücke. Auf der Friedrichstraße gibt es drei Gedenktafeln (je eine an der Ecke zur Kronenstraße, zur Oranienburger Straße und zur Taubenstraße). Auf der Oberwallstraße finden sich zwei Gedenktafeln (je eine an der Ecke zur Französischen Straße und zur Jägerstraße).

### Persönlichkeiten

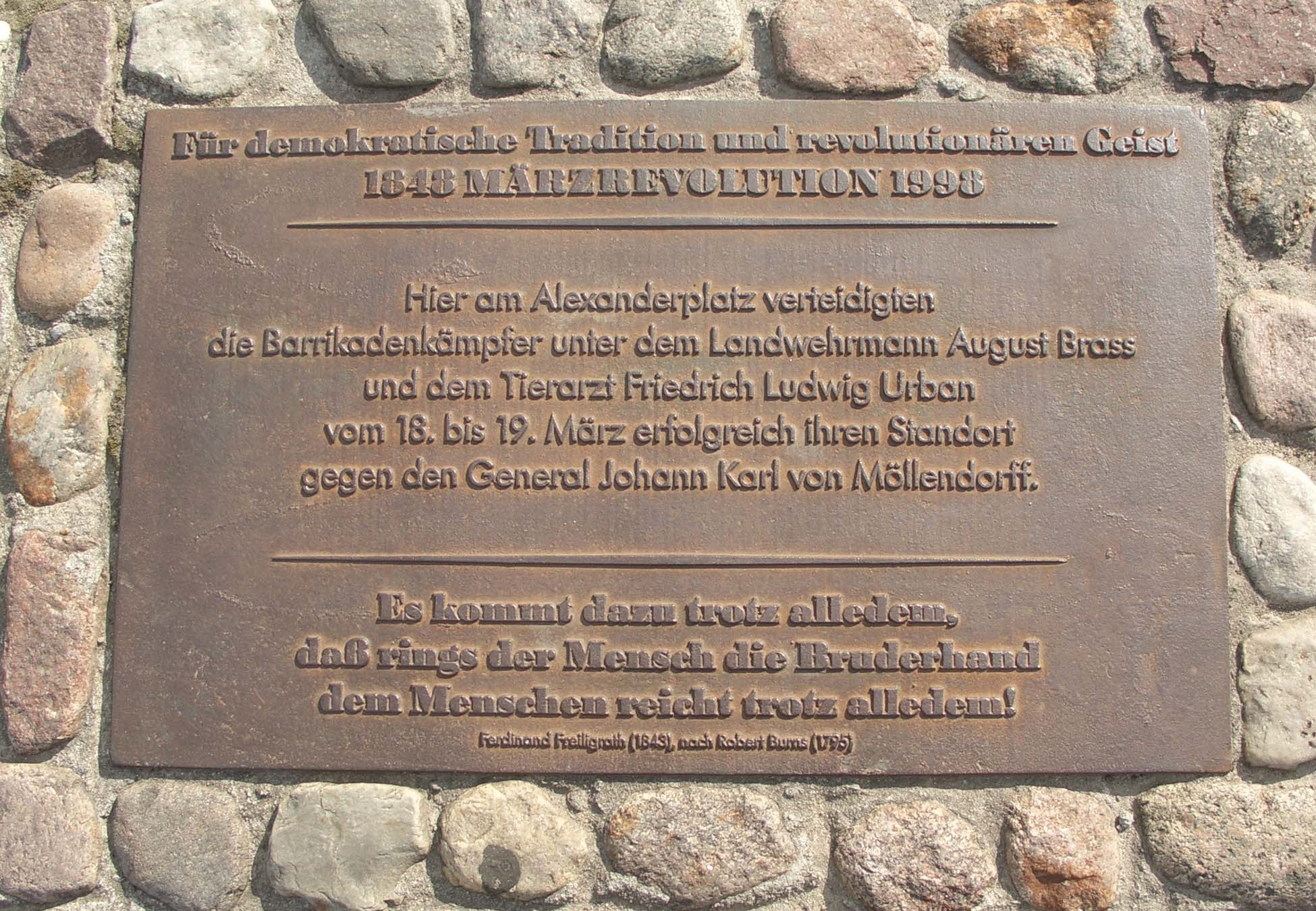
Gedenktafel der Barrikadenkämpfe am Alexanderplatz für Friedrich-Ludwig Urban und August Brass

Die Berliner Märzrevolution brachte keine eigenen politischen Anführer hervor, die mit einem Robespierre vergleichbar wären. Zwar organisierte der Berliner Tierarzt Friedrich-Ludwig Urban am 18. März den Bau und die Verteidigung einer strategisch wichtigen Barrikade, die den Zugang von der Königstraße zum Alexanderplatz blockierte. Als einzige Barrikade, die direktem Artilleriebeschuss ausgesetzt war, hielt diese bis zum Ende des 12 Stunden andauernden Kampfes stand, nicht zuletzt dank zwei erbeuteten Geschützen aus einem Waffenmagazin. Jedoch stellte sich Urban, als der Generalmajor von Möllendorff am 19. März in Bedrängnis geriet, schützend vor diesen und gewährte dem Befehlshaber den Durchmarsch zu einer Kaserne in der Münzstraße. Im Gegenzug ließ der Generalmajor das Feuer am Alexanderplatz einstellen. Am 21. März 1848 erhielt Urban nicht nur eine Audienz bei Friedrich Wilhelm IV., sondern begleitete den König sogar bei dessen Ritt durch Berlin. Urban wollte sein hohes Ansehen in der Berliner Bürgerschaft nutzen, um weiteres Blutvergießen zu verhindern und eine Versöhnung zwischen Demonstranten und Monarchie zu erreichen. Allein der Umstand, dass der Berliner Magistrat am 19. März 1848 den Abzug der Soldaten aus Berlin aushandelte, zeigt den fehlenden Willen der Demonstranten und Barrikadenkämpfer, sich auf eine eigenständige Verhandlungsrolle einzulassen. Die Opposition begab sich damit in direkte Abhängigkeit vom Magistrat und verspielte so die auf den Barrikaden gewonnene Stärke wieder.

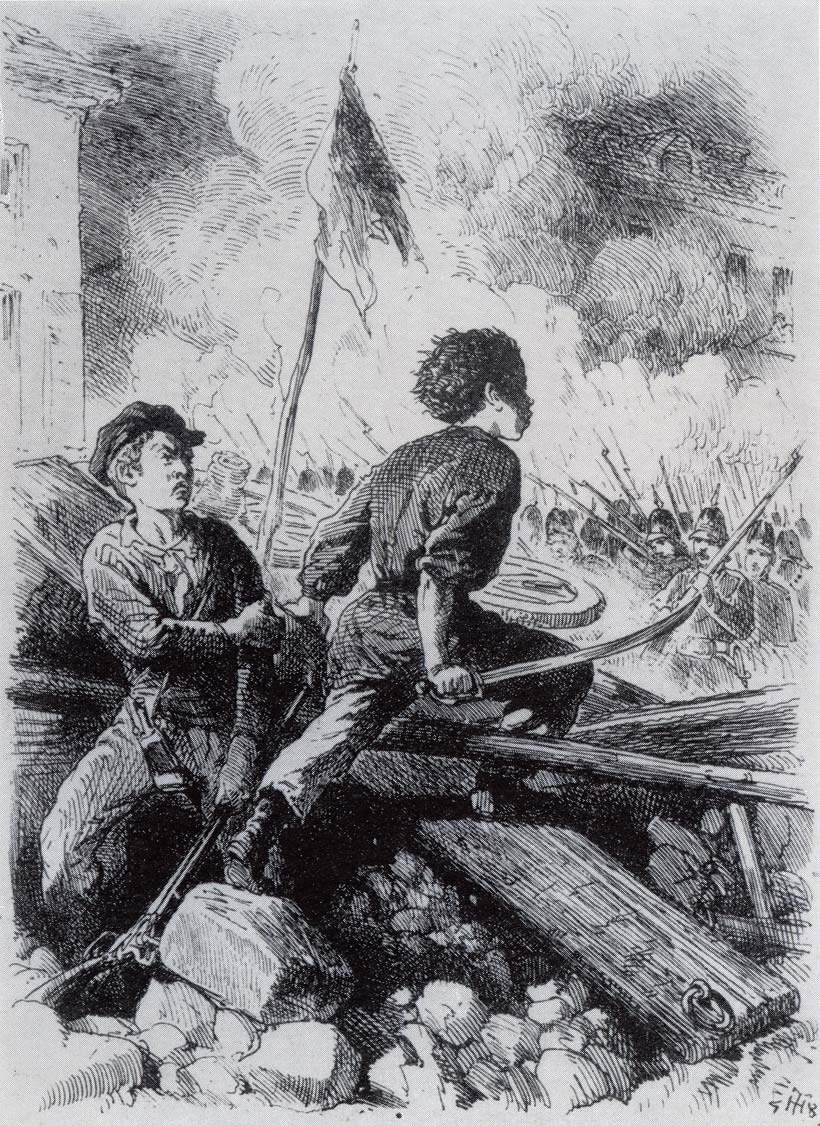
Ernst Zinna und Heinrich Glasewaldt auf der Barrikade, Lithographie von Theodor Hosemann

Zu den bekanntesten Personen der Berliner Märzrevolution zählt der im Alter von 17 Jahren erschossene Schlosserlehrling Ernst Zinna. Auf einer Federlithographie von Theodor Hosemann aus dem Jahr 1848 ist er zusammen mit dem Schlossergesellen Wilhelm Glasewaldt bei der Verteidigung einer Barrikade in der Friedrichstraße/Ecke Jägerstraße zu sehen. Mit gezücktem Säbel setzt er auf der Abbildung zu einem Sprung über die Barrikade an, um im nächsten Moment einen Offizier zu attackieren, wobei er von mehreren Kugeln tödlich getroffen werden sollte. Die Barrikade war am Morgen des 19. März 1848 abgesehen von Zinna und Glasewaldt bereits ohne Besatzung und damit dem heranrückenden Bataillon Infanterie weit unterlegen. Nach dem zeitgenössischen Bericht in der Berliner Revolutions-Chronik soll Zinna in ein offen stehendes Haus geflohen und dort seinen Schussverletzungen erlegen sein. Weitere zeitgenössische Quellen über den Tod Zinnas sind nicht bekannt. Zinna bleibt somit als historische Figur unscharf, wurde aber aufgrund seines jungen Alters, seiner einfachen sozialen Herkunft und seines Todes aus politischen Gründen in der DDR-Propaganda von der Freien Deutschen Jugend zu einem sozialistischen Revolutionshelden stilisiert. Der zwischen 1957 und 1989 vom Berliner Stadtmagistrat verliehene Ernst-Zinna-Preis diente der Ehrung junger Erfinder und Künstler. Nach der Wiedervereinigung forderte eine Schülerinitiative eine Umbenennung der Strausberger Straße in Ernst-Zinna-Straße, was jedoch scheiterte. Die Bezirksverordnetenversammlung Berlin-Friedrichshain ließ im Jahr 2000 stattdessen eine bisher unbenannte Zufahrtsstraße zum Krankenhaus beim Friedhof der Märzgefallenen entsprechend benennen.